# 俄羅斯日
俄羅斯日是俄罗斯联邦的国庆日及公共假日，在2002年前被稱為俄羅斯聯邦國家主權宣言日（俄語：День принятия Декларации о государственном суверенитете Российской Федерации）。自1990年6月12日通過《俄羅斯聯邦國家主權宣言》從蘇聯獨立後，俄羅斯每年都會慶祝這一節日。

## 历史
1990年6月12日俄羅斯聯邦第一次人民代表大會通過了俄聯邦國家主權宣言的日子。1992年，這一天被定為俄羅斯聯邦國家主權宣言日，2002年後又改稱「俄羅斯日」（День России Den Rossii）。這一節日通常被稱為「俄羅斯獨立日」，中文中也稱其為國慶節。雖然「俄羅斯獨立日」這一名字從來不是官方名稱，但卻是最為大眾熟知的名字。列瓦達中心2009年5月的一份調查中表明，44％受訪者認為該節日的名字是俄羅斯獨立日。